# Rhamdia reddelli
Rhamdia reddelli är en fiskart som beskrevs av Miller, 1984. Rhamdia reddelli ingår i släktet Rhamdia och familjen Heptapteridae. IUCN kategoriserar arten globalt som sårbar. Inga underarter finns listade i Catalogue of Life.